# Steven Wiig
Steven Ray Wiig (Negaunee, 30 dicembre 1972) è un musicista e attore statunitense.

## Biografia
Nato nella Contea di Marquette in Michigan, figlio di due insegnanti, Judy e Ray Wiig. Si è diplomato nel 1991 alla Negaunee High School, dove ha praticato svariati sport e ha fatto parte di un gruppo musicale, successivamente ha frequentato la Northern Michigan University.
Ha fatto parte di diversi gruppi musicali, di cui era autore dei brani e realizzatore dei loghi e delle copertine dei CD. È stato il batterista dei Papa Wheelie, band formata dall'ex-bassista dei Metallica Jason Newsted, che ha pubblicato due album.
Assiduo collaboratore dei Metallica, come assistente personale e amico del batterista Lars Ulrich, Wiig è apparso nel loro documentario del 2004 Metallica: Some Kind of Monster.
Nel 2007 ha debuttato come attore con un piccolo ruolo nel film diretto da Sean Penn Into the Wild - Nelle terre selvagge, l'anno seguente ottiene un ruolo in Milk di Gus Van Sant, con protagonista Sean Penn.
Attualmente risiede a Sausalito in California, dove continua la sua collaborazione con i Metallica.

## Filmografia parziale
- Into the Wild - Nelle terre selvagge (Into the Wild), regia di Sean Penn (2007)
- Milk, regia di Gus Van Sant (2008)
- Blue Jasmine, regia di Woody Allen (2013)
- Vizio di forma (Inherent Vice), regia di Paul Thomas Anderson (2014)
- Diario di una teenager (The Diary of a Teenage Girl), regia di Marielle Heller (2015)
- Steve Jobs, regia di Danny Boyle (2015)
- San Andreas, regia di Brad Peyton (2015)
- Ant-Man, regia di Peyton Reed (2015)
- Looking - Il film (Looking: The Movie) – film TV, regia di Andrew Haigh (2016)